# 松下木聖
松下 木聖（まつした こみな、1975年12月15日 - ）は、日本の女性声優、舞台女優。ケンユウオフィス所属。福岡県出身。血液型RH+O型。星座は射手座。身長170cm。
長らく名前を平仮名表記にした松下 こみな名義で活動していたが、現在は名前も漢字表記にした名義で活動。なお、デビュー当初も全て漢字表記であった。

## 経歴・人物
小学生の頃から声楽や舞台で、音楽や演劇に楽しさを見出し、桐朋学園大学芸術学部演劇専攻に進学する。大学卒業後は劇団21世紀FOXに入団。なお、入団前から数々の舞台に出演していた。
劇団を退団した後はフリーランスの期間を経て、ケンユウオフィスに所属。1999年、テレビアニメ『金田一少年の事件簿』で声優デビューした。
アニメへの出演や吹き替え、ナレーションなど活動のほか、司会者やマナー講師、アクティングトレーナーとしても活動。エイベックス・アーティストアカデミーなど様々な芸能事務所や専門学校、大学で演技の講師を務めており、講師歴は25年を超える。
趣味は歌、落書き、散歩。特技は声楽。

## 出演

### テレビアニメ
時期不明
- ちびまる子ちゃん（悪ガキB）

1999年
- 金田一少年の事件簿（真紀村朱実）

2003年
- ガングレイヴ（マギー、ランディの妻）

2004年
- 遙かなる時空の中で-八葉抄-（母親）
- MONSTER（2004年 - 2005年、アンゲリカ、少年B、子供C、子供、お母さん、パーティ会場の女）

2006年
- 牙 -KIBA-（エルダ、キーラ、ルシア）
- 蒼天の拳（2006年 - 2007年、女生徒2、女性客、沈の妻、女2、美女1）
- ひまわりっ!（2006年 - 2007年、お萩、ブリザードウーマン） - 2シリーズ
- BLACK LAGOON（女店員、女、まみ、子供） - 2シリーズ

2007年
- CLAYMORE（ヒルダ、村長の妻 他）
- GR-GIANT ROBO-（科学者、研究員）
- シグルイ（女参）
- Devil May Cry（女客）
- 魔人探偵脳噛ネウロ（内藤麻美）

2008年
- 魍魎の匣（娼婦）
- 我が家のお稲荷さま。（おばさん）

2009年
- 青い文学シリーズ「人間失格」（主婦2）
- RIDEBACK -ライドバック-（女学生）

2018年
- ゾンビランドサガ（2018年 - 2021年、天吹麗子 / 天吹麗子〈中学生〉） - 2シリーズ

2024年
- シンカリオン チェンジ ザ ワールド（2024年 - 2025年、大成ミサオ）

### 劇場アニメ
- 劇場版 遙かなる時空の中で 舞一夜（2006年、町のおばさん）
- 劇場版 灼眼のシャナ（2007年、吉田 母）
- 鉄人28号 白昼の残月（2007年）

### OVA
- SUPERNATURAL: THE ANIMATION（2011年、司書）

### ゲーム
- ルパン三世 ルパンには死を、銭形には恋を（2007年）
- 魔人探偵脳噛ネウロ ネウロと弥子の美食三昧 推理つきグルメ&ミステリー（2008年、筒見美穂、真澄、説子）
- ファイナルファンタジーXIII（2009年、ノラ・エストハイム）

### ドラマCD
- 遙かなる時空の中で
  - 遙かなる時空の中で2 〜残照の栞〜（女六条の宮）
  - 遙かなる時空の中で2 小春日和（女房）
  - 遙かなる時空の中で3 薄月夜一 〜黎明の章〜（女）
  - 遙かなる時空の中で3 薄月夜二 〜黄昏の章〜（女）
  - 劇場版 遙かなる時空の中で 舞一夜 〜序〜（おばさん）
  - 遙かなる時空の中で 舞一夜 〜熾火〜（雅信の子供時代）
- セイント・ビーストOthers ドラマCD 第1巻　『光と闇』（ヴィオナ）
- セイント・ビーストOthers ドラマCD 第2巻　『闇と運命』（ヴィオナ）
- 舞-HiME★DESTINY 〜龍の巫女〜『嵐の転入生/運命の扉』（女子生徒）
- ファイナルファンタジーXIII オリジナル・サウンドトラック(初回生産限定盤)（ノラ・エストハイム（ホープの母））

### 吹き替え

#### 映画
- アメリカン・グラフィティ2（デビー）
- WITHOUT A TRACE/FBI 失踪者を追え!（第1シーズン：ニコール、第3シーズン#2：情報提供者）
- ケネディ家の人びと
- コールドケース6（リタ・フリン）
- サハラ 死の砂漠を脱出せよ
- ザ・ホワイトハウス3（ナンシー）
- シャーペイのファビュラス・アドベンチャー
- 食客（ユン・ジュフ）
- ステップフォード・ワイフ
- 007 私を愛したスパイ（ナオミ）※DVD新録版
- ブレイブ ワン
- 乱気流/グランド・コントロール「キーファー・サザーランド in エアポート24時」（ジュリー）
- リゾーリ&アイルズ ヒロインたちの捜査線
- 恋愛睡眠のすすめ（ステファニー〈シャルロット・ゲンズブール〉）
- ROME［ローマ］（オクタヴィア）
- ワールド・トレード・センター
- スーパーナチュラル シーズン4 - 5（アンナ・ミルトン〈ジュリー・マクニヴン〉）

#### アニメ
- ちいさなプリンセス ソフィア（エマーリン女王）

### 舞台
- ガレリアウィンドオーケストラ 兵士の物語
- ソープオペラ － 演劇企画CRANQ

### シリーズ一覧
1. ↑  第1期（2006年）、第2期『ひまわりっ!!』（2007年）
2. ↑  第1期（2006年）、第2期『The Second Barrage』（2006年）
3. ↑  第1期（2018年）、第2期『リベンジ』（2021年）